# 图里 (南撒丁省)
图里（義大利語：Turri）是意大利撒丁大区南撒丁省的一个市镇。总面积9.64平方公里，人口458人，人口密度47.5人/平方公里（2009年）。ISTAT代码为106023。